# Avtarijati
Avtarijati (Autariati, grško Αὐταριάται) so bili ilirsko pleme, ki je živelo  na področju Tare,  kraške planota v zahodni Srbiji nad reko Drino.
Avtarijati, katerih mitični oče je bil Iliryios so živeli na področju Tare. Na jugu so mejili na Ardijejce, s katerimi so bili v nenehnih sporih. Tudi Aleksander Veliki je leta 334 pr. n. št., ko se je vračal od bregov Donave v Makedonijo, pričakoval da ga bodo napadli. Okoli leta 300 pr. n. št. so med umikom pred Kelti napadli Paionce. Porazila jih je makedonska vojska in okoli 20.000 družin izgnala na območje pogorja Orbelos (verjetno današnja Belasica) na makedonsko-tračanski meji, kjer so se naselili. Preostali Avtarijati so se razkropili, delno so jih asimilirali Dardanci.